# Забита Хан
Забита Хан Рохилла (умер 21 января 1785 года) — вождь афганского племени Рохилла во времена императора Великих Моголов Шах Алама II.

## Биография
Забита Хан был старшим сыном Наджиб ад-Даулы (+ 1770), лидера афганских рохиллов и основателя города Наджибабад (штат Уттар-Прадеш). Рохиллы были афганцами, которые поселились между Дели и Гималаями с Барели в качестве своего первого города. Они были управлялись отдельными вождями. В середине XVIII века их самыми важными вождями были Наджиб ад-Даула, Хафиз Рахмат Хан и Ахмед Хан Бангаш.
Известно, что Забита Хан сражался бок о бок со своим отцом во время Третьей битвы при Панипате в 1761 году.
В марте 1768 года Наджиб ад-Даула сложил с себя руководство рохиллами и объявил Забита-хана своим преемником, а сам переехал в Наджибабад. Двое высокопоставленных офицеров Наджиб-уд-Даулы оказали сопротивление (Али Мухаммед Кур и Сайид Миан Асрар-уд-дин), но были разгромлены Забита-ханом. 15 октября 1769 года Наджиб ад-Даула отправился в Дели, где находился Забита-хан. Его принимали вдовствующая императрица и наследный принц.
На момент смерти своего отца 31 октября 1770 года Забита Хан считался вторым самым богатым человеком в северной Индии после правителя джатов. Как старший сын своего отца, он был назначен Мир Бахши (главой армии Империи Великих Моголов) шахом Аламом II 29 декабря 1770 года. Во время его правления маратхи захватили сначала Дели в 1771 году, а затем Рохилкханд в 1772 году, вынудив его бежать в лагерь наваба Ауда, Шуджа-уд-Даула. Он также не смог предотвратить оккупацию Дели сикхами Хальса во время битвы за Дели (1783).

## Смерть
Забита Хан умер 21 января 1785 года. Ему наследовал его сын Гулам Кадир. Его могила находится во дворе Дарга Кутуб Сахиб в Мехраули, святилище, посвященное суфийскому мистику Кутбуддину Бахтияру Каки, и сохранилось до наших дней. Некоторые утверждают, что он похоронен рядом со своим сыном Гуламом Кадиром, хотя большинство считает более вероятным, что соседняя могила принадлежит жене Забиты Хана.

## Наследие
Забита Хан основал Масджид Забта Гандж, мечеть в Дели, которая действует до сих пор.